# Tricarboxylat-Carrier
Tricarboxylat-Carrier oder Citratcarrier (CIC, CTP) ist das Protein in der inneren Membran von Mitochondrien, das den Austausch von Citronensäure gegen Malat oder Phosphoenolpyruvat (PEP) durch die Mitochondrienmembran ermöglicht. Es handelt sich also um ein Transportprotein. CTP ist Teil des so genannten Citrat-Shuttle sowie der Gluconeogenese, und somit unentbehrlich für den Energiestoffwechsel in Eukaryoten. Beim Menschen ist es hauptsächlich in Leberzellen lokalisiert.
Der katalysierte Membrantransport ist:
Citrat/H+ (innen) + Malat (außen)  {\displaystyle \longrightarrow }  Citrat/H+ (außen) + Malat (innen)
Es handelt sich also um einen Antiport. Dieser Teiltransport des Citratshuttle wird elektrisch durch den Transport eines Protons mittels des Pyruvat/H+-Symporters ausgeglichen.
Citrat/H+ (außen) + PEP (innen)  {\displaystyle \longrightarrow }  Citrat/H+ (innen) + PEP (außen)
Dieser zweite Transportweg ist irreversibel aufgrund des Potenzials der inneren Membran. Ein möglicher Ausgleichstransport ist offensichtlich unbekannt.
Die Expression von CIC wird durch epigenetische Mechanismen reguliert.